# Kenyas provinser
Provinserna i Kenya har ersatts av ett nytt indelningssystem. I 2010 års nya konstitution – som trädde i kraft 27 mars 2013 – ersattes begreppet provins av "counties", motsvarande svenska län. Se Kenyas administrativa indelning.
Provinserna (mkoa) utgjorde tidigare Kenyas högsta administrativa indelning. Provinserna, åtta till antalet, delades i sin tur in i 71 distrikt (wilaya), 262 divisioner (tarifa) och 2 427 orter (kata).
| Nr | Provins                                   | Huvudort | Yta (km²) | Invånare (1999) | Karta                                                                |
| -- | ----------------------------------------- | -------- | --------- | --------------- | -------------------------------------------------------------------- |
| 1  | Central (Kati)                            | Nyeri    | 13 223    | 3 724 159       | · 1 2 3 4 5 6 7 8 Kenyas provinser med respektive huvudort markerad. |
| 2  | Kustprovinsen (Pwani)                     | Mombasa  | 83 359    | 2 487 264       | · 1 2 3 4 5 6 7 8 Kenyas provinser med respektive huvudort markerad. |
| 3  | Östprovinsen (Mashariki)                  | Embu     | 167 525   | 4 631 779       | · 1 2 3 4 5 6 7 8 Kenyas provinser med respektive huvudort markerad. |
| 4  | Nairobi                                   | Nairobi  | 696       | 2 143 254       | · 1 2 3 4 5 6 7 8 Kenyas provinser med respektive huvudort markerad. |
| 5  | Nordöstra provinsen (Kaskazini-Mashariki) | Garissa  | 127 197   | 962 143         | · 1 2 3 4 5 6 7 8 Kenyas provinser med respektive huvudort markerad. |
| 6  | Nyanzaprovinsen (Nyanza)                  | Kisumu   | 16 182    | 4 392 196       | · 1 2 3 4 5 6 7 8 Kenyas provinser med respektive huvudort markerad. |
| 7  | Rift Valley (Bonde la Ufa)                | Nakuru   | 185 298   | 6 987 036       | · 1 2 3 4 5 6 7 8 Kenyas provinser med respektive huvudort markerad. |
| 8  | Västprovinsen (Magharibi)                 | Kakamega | 8 400     | 3 358 776       | · 1 2 3 4 5 6 7 8 Kenyas provinser med respektive huvudort markerad. |